# Romeu e Julieta
Romeu e Julieta (no original em inglês: Romeo and Juliet) é uma tragédia escrita entre 1591 e 1595, nos primórdios da carreira literária de William Shakespeare, sobre dois adolescentes cuja morte acaba unindo suas famílias, outrora em pé de guerra. A peça ficou entre as mais populares na época de Shakespeare e, ao lado de Hamlet, é uma das suas obras mais levadas aos palcos do mundo inteiro. Hoje, o relacionamento dos dois jovens é considerado como o arquétipo do amor juvenil.

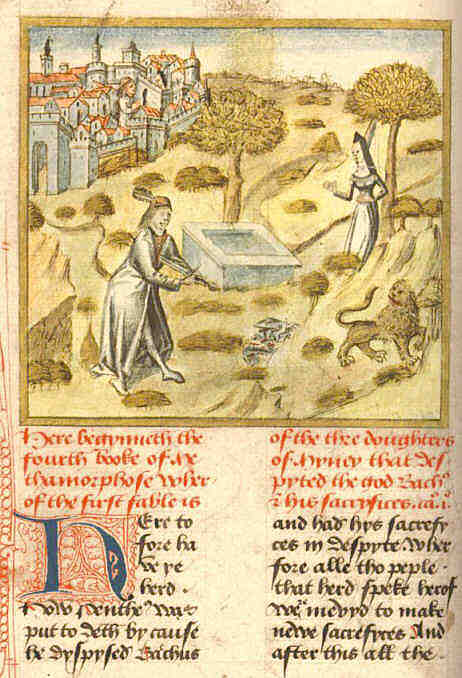
Publicação da tradução de William Caxton sobre o conto de Píramo e Tisbe de Ovídio, 1480.

Romeu e Julieta pertence a uma tradição de romances trágicos que remonta à antiguidade. Seu enredo é baseado em um conto da Itália, traduzido em versos como A Trágica História de Romeu e Julieta por Arthur Brooke em 1562, e retomado em prosa como Palácio do Prazer por William Painter em 1582. Shakespeare baseou-se em ambos, mas reforçou a ação de personagens secundários, especialmente Mercúcio e Páris, a fim de expandir o enredo. O texto foi publicado pela primeira vez em um quarto de 1597, mas essa versão foi considerada como de péssima qualidade, o que estimulou muitas outras edições posteriores que trouxeram consonância com o texto original shakespeariano.
A estrutura dramática usada por Shakespeare—especialmente os efeitos de genéricos como a comutação entre comédia e tragédia para aumentar a tensão; o foco em personagens mais secundários e a utilização de sub-enredos para embelezar a história—tem sido elogiada como um sinal precoce de sua habilidade dramática e maturidade artística. Além disso, a peça atribui distintas formas poéticas aos personagens para mostrar que eles evoluem; Romeu, por exemplo, fica mais versado nos sonetos à medida que a trama segue.
Em mais de cinco séculos de realização, Romeu e Julieta tem sido adaptada nos infinitos campos e áreas do teatro, cinema, música e literatura. Enquanto William Davenant tentava revigorá-la durante a Restauração inglesa, e David Garrick modificava cenas e removia materiais considerados indecentes no século XVIII, Charlotte Cushman, no século XIX, apresentava ao público uma versão que preservava o texto de Shakespeare. A peça tornou-se memorável nos palcos brasileiros com a interpretação de Paulo Porto e Sônia Oiticica nos papéis principais, e serviu de influência para o Visconde de Taunay em seu Inocência, também baseado em Amor de Perdição, de Camilo Castelo Branco, considerado o "Romeu e Julieta lusitano". Além de se mostrar influente no ultrarromantismo português e no naturalismo brasileiro, Romeu e Julieta mantém-se famosa nas produções cinematográficas atuais, notavelmente na versão de 1968 de Zeffirelli, indicado como melhor filme, e no mais recente Romeu + Julieta, de Luhrmann, que traz seu enredo para a atualidade.

## Personagens
Romeu e Julieta retrata a interação entre três proeminentes famílias em Verona:
| Casa dos Capuleto - Capuleto é o pai de Julieta e patricarca dos Capuletos. - Senhora Capuleto é a esposa de Capuleto. - Julieta é a filha única dos Capuletos e a protagonista feminina da peça. - Teobaldo é primo de Julieta, e filho do irmão da Senhora Capuleto. - Ama é a confidente e ama de Julieta. - Pedro e Gregório são os criados dos Capuletos. Governo - Príncipe Escala é o Príncipe de Verona - Páris é um jovem nobre, parente do príncipe, e pretendente de Julieta. - Mercúcio é parente do príncipe e amigo de Romeu. | Casa dos Montéquio - Montéquio é o patriarca da casa dos Montecchios. - Senhora Montéquio é a matriarca da casa dos Montecchios. - Romeu é o filho único dos Montecchios, e o protagonista masculino da peça. - Benvólio é sobrinho de Montecchio e primo de Romeu. - Abraão e Baltasar são os criados dos Montecchios. Outros - Frei Lourenço é confidente de Romeu e franciscano. - Frei João é quem iria entregar a carta de Frei Lourenço para Romeu. - Um Boticário, que vende a poção fatal para Romeu. - Rosalina é uma personagem invisível, pretendente de Romeu antes dele conhecer Julieta e prima desta pelo lado paterno. |

## Sinopse
“Duas famílias, iguais em dignidade …”

— Coro

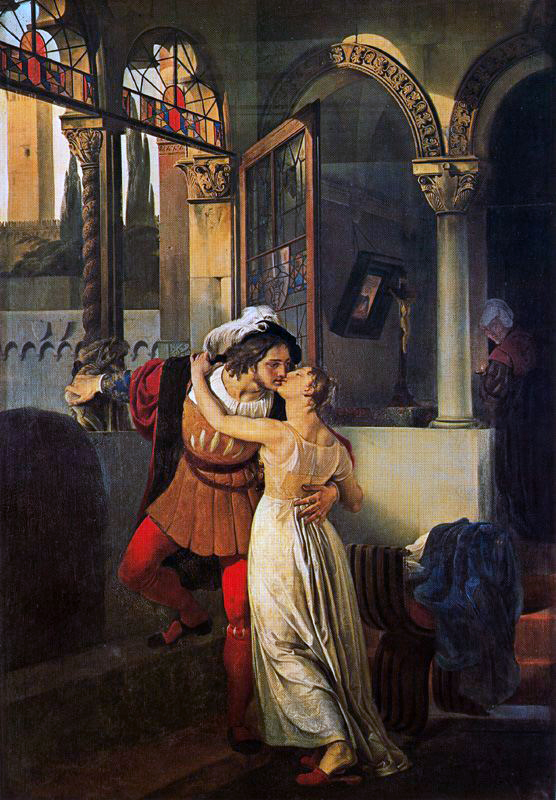
O Último Beijo de Romeu em Julieta por Francesco Hayez. Óleo sobre tela, 1823.

A peça abre numa rua com o desentendimento entre os Montecchios e os Capuletos. O Príncipe de Verona intervém e declara que irá punir com morte as pessoas que colaborarem para mais uma briga de ambas as famílias. Mais tarde, Páris conversa com Capuleto sobre o casamento de sua filha com ele, mas Capuleto está confuso quanto o pedido porque Julieta tem somente treze anos. Capuleto pede para Páris aguardar dois anos e o convida a uma planejada festa de balé que será realizada na casa. A Senhora Capuleto e a Ama de Julieta tentam persuadir a moça a aceitar o cortejo de Páris. Após a briga, Benvólio encontra-se com seu primo Romeu, filho dos Montecchios, e conversa sobre a depressão do moço. Benvólio acaba descobrindo que ela é o resultado de um amor não-correspondido por uma garota chamada Rosalina, uma das sobrinhas do Capuleto. Persuadido por Benvólio e Mercúcio, Romeu atende o convite da festa que acontecerá na casa dos Capuletos em esperança de encontrar-se com Rosalina. Contudo, Romeu apaixona-se perdidamente por Julieta. Após a festa, na famosa "cena da varanda", Romeu pula o muro do pátio dos Capuletos e ouve as declarações de amor de Julieta, apesar de seu ódio pelos Montecchios. Romeu e Julieta decidem se casar.
Com a ajuda de Frei Lourenço - esperançoso da reconciliação das famílias através da união dos dois jovens - eles conseguem se casar secretamente no dia seguinte. Teobaldo, primo de Julieta, sentindo-se ofendido pelo fato de Romeu ter fugido da festa, desafia o moço para um duelo. Romeu, que agora considera Teobaldo seu companheiro, recusa lutar com ele. Mercúcio sente-se incentivado a aceitar o duelo em nome de Romeu por conta de sua "calma submissão, vil e insultuosa". Durante o duelo, Mercúcio é fatalmente ferido e Romeu, irritado com a morte do amigo, prossegue o confronto e mata Teobaldo. O Príncipe decide exilar Romeu de Verona por conta do assassinato salientando que, se ele retornar, terá sua última hora. Capuleto, interpretando erroneamente a dor de Julieta, concorda em casá-la imediatamente com o Conde Páris e ameaça deserdá-la quando ela recusa-se a se tornar a "alegre noiva" de Páris. Quando ela pede, em seguida, o adiantamento do casamento, a mãe lhe rejeita. Quando escurece, Romeu, secretamente, passa toda a noite no quarto de Julieta, onde eles consumam seu casamento.

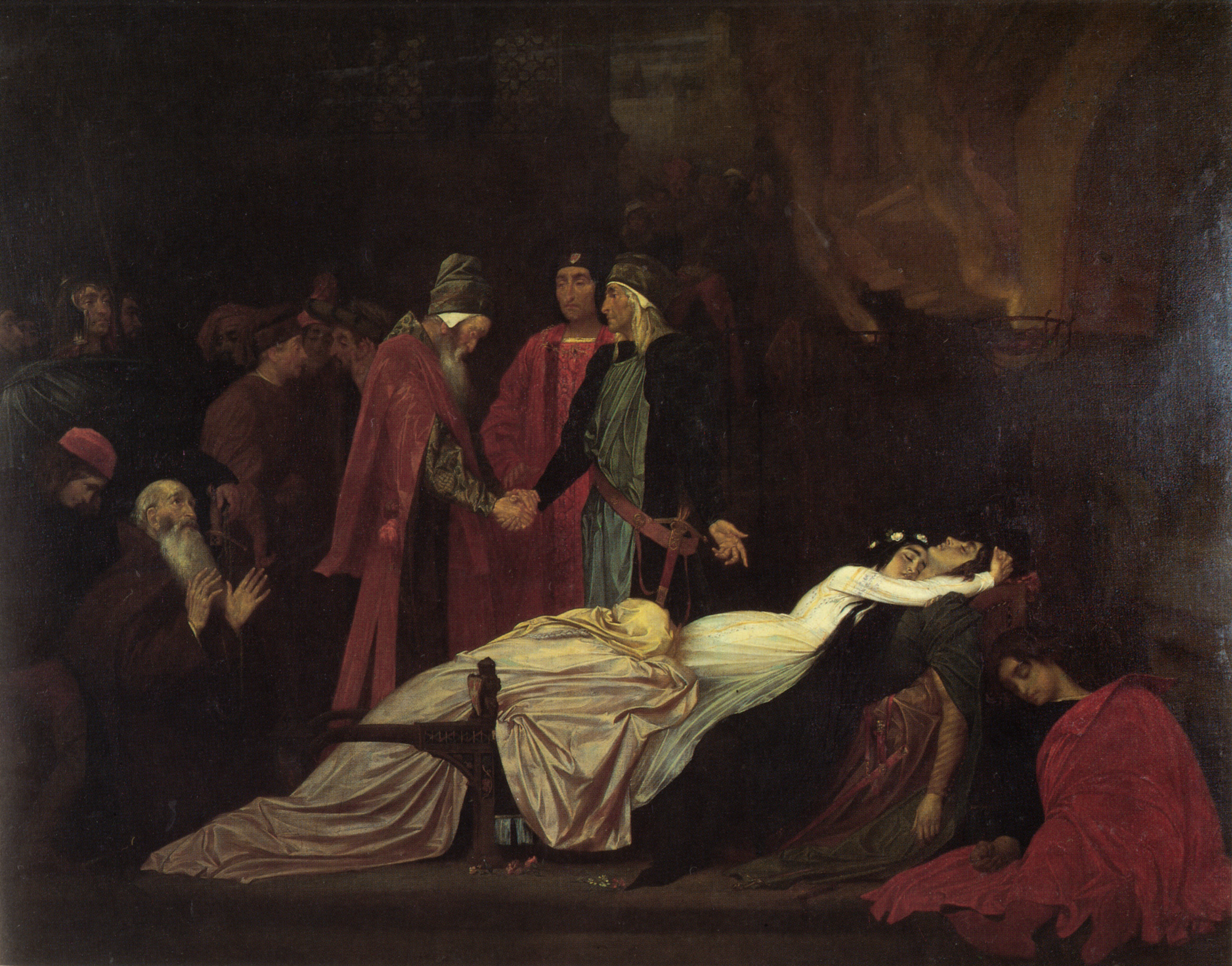
A Reconciliação dos Montecchios e Capuletos Diante da Morte de Romeu e Julieta, por Frederic Leighton, 1855

No dia seguinte, Julieta visita Frei Lourenço pedindo-lhe ajuda para escapar do casamento, e o Frei lhe oferece um pequeno frasco, aconselhando: "… bebe seu conteúdo, que pelas veias, logo, há de correr-te humor frio, de efeito entorpecedor, sem que a bater o pulso continue em seu curso normal, parando logo…" O frasco, se ingerido, faz com que a pessoa durma e fique num estado semelhante a morte, em coma por "quarenta e duas horas". Com a morte aparente, os familiares pensarão que a moça está morta e, assim, ela não se casará indesejadamente. Por fim, Lourenço promete que enviará um mensageiro para informar Romeu — ainda em exílio — do plano que irá uni-los e, assim, fazer com que ele retorne para Verona no mesmo momento em que a jovem despertar. Na noite antes do casamento, Julieta toma o remédio e, quando descobrem que ela está "morta", colocam seu corpo na cripta da família.
A mensagem, contudo, termina sendo extraviada e Romeu pensa que Julieta realmente está morta quando o criado Baltasar lhe conta o ocorrido. Amargamente, o protagonista compra um veneno fatal de um boticário que encontra no meio do caminho e dirige-se para a cripta dos Capuletos. Por lá, ele defronta-se com a figura de Paris. Acreditando que Romeu fosse um vândalo, Páris confronta-se contra o desconhecido e, na batalha, Romeu o assassina. Ainda acreditando que sua amada está morta, ele bebe a poção. Julieta acaba acordando e, descobrindo a morte de Romeu, se suicida com o punhal dele, vendo que a poção do moço não possuía mais nenhuma gota. As duas famílias e o Príncipe se encontram na tumba e descobrem os três mortos. Frei Lourenço reconta a história do amor impossível dos jovens para as duas famílias que agora se reconciliam pela morte dos seus filhos. A peça termina com a elegia do Príncipe para os amantes: "Jamais história alguma houve mais dolorosa / Do que a de Julieta e a do seu Romeu."

## Fontes textuais

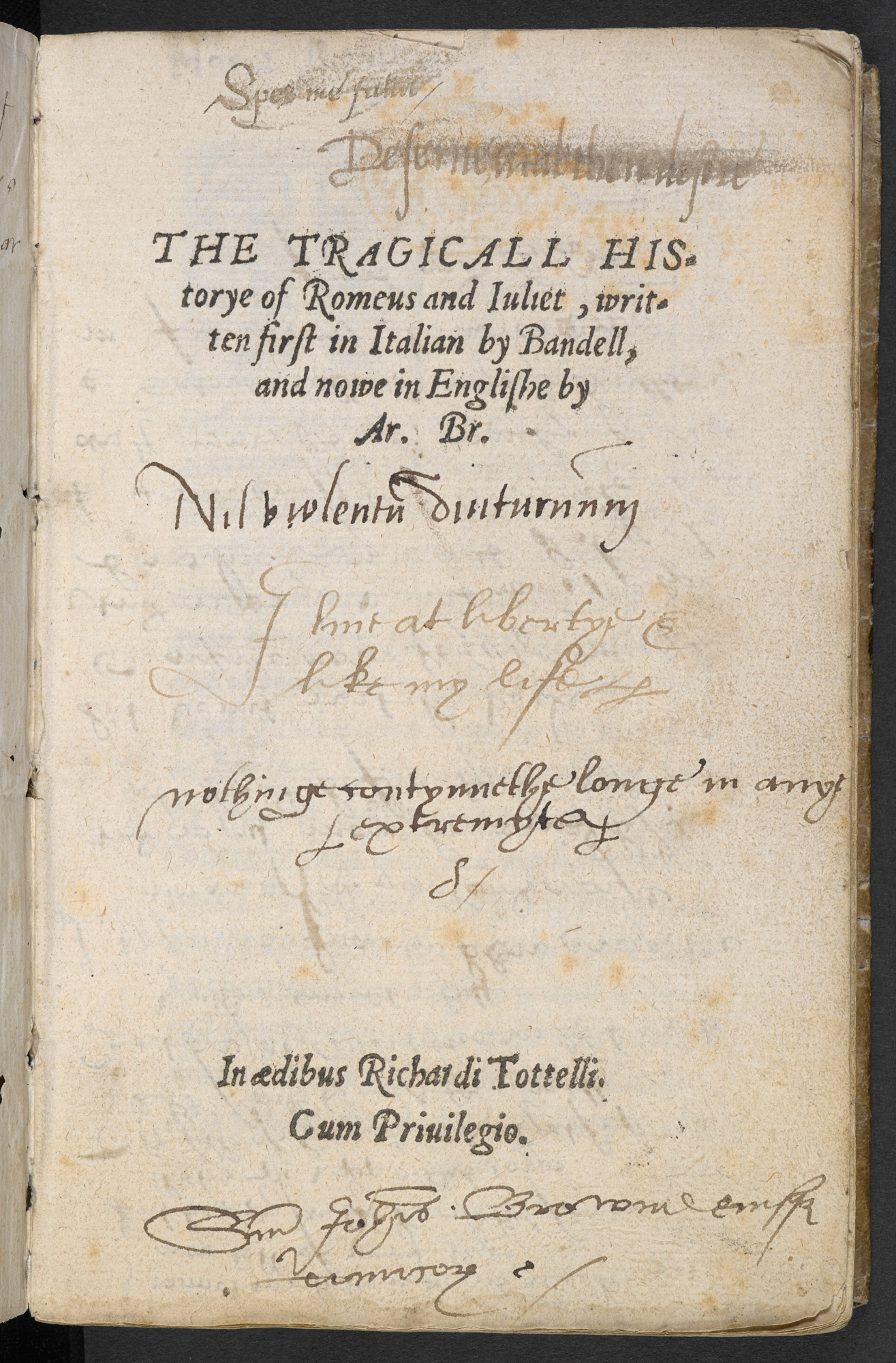
Frontíspicio do poema Romeu e Julieta de Arthur Brooke

## Data e texto

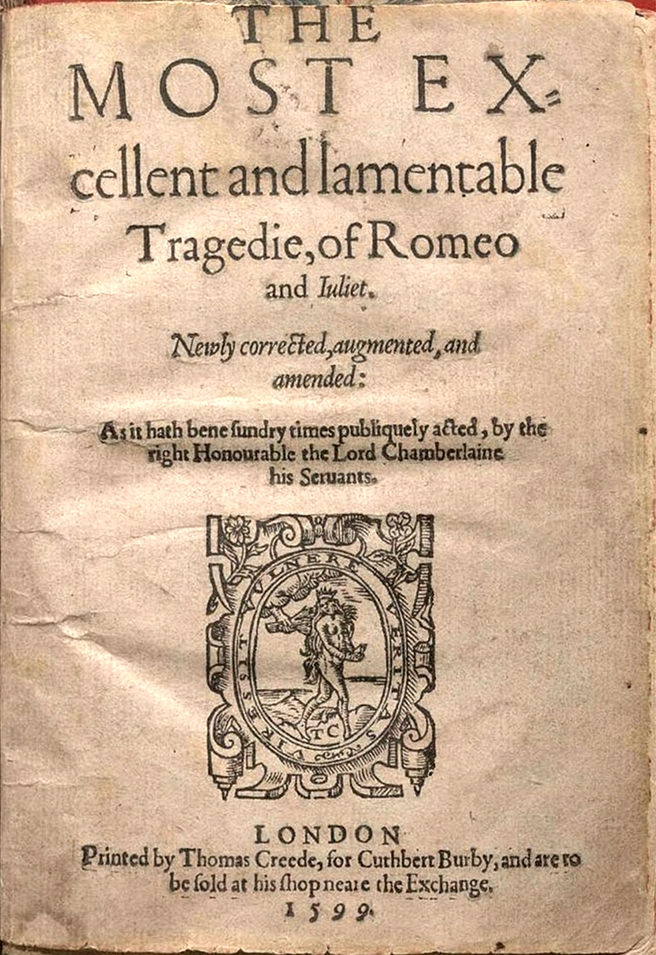
Capa do Segundo Quarto de Romeu e Julieta publicado em 1599

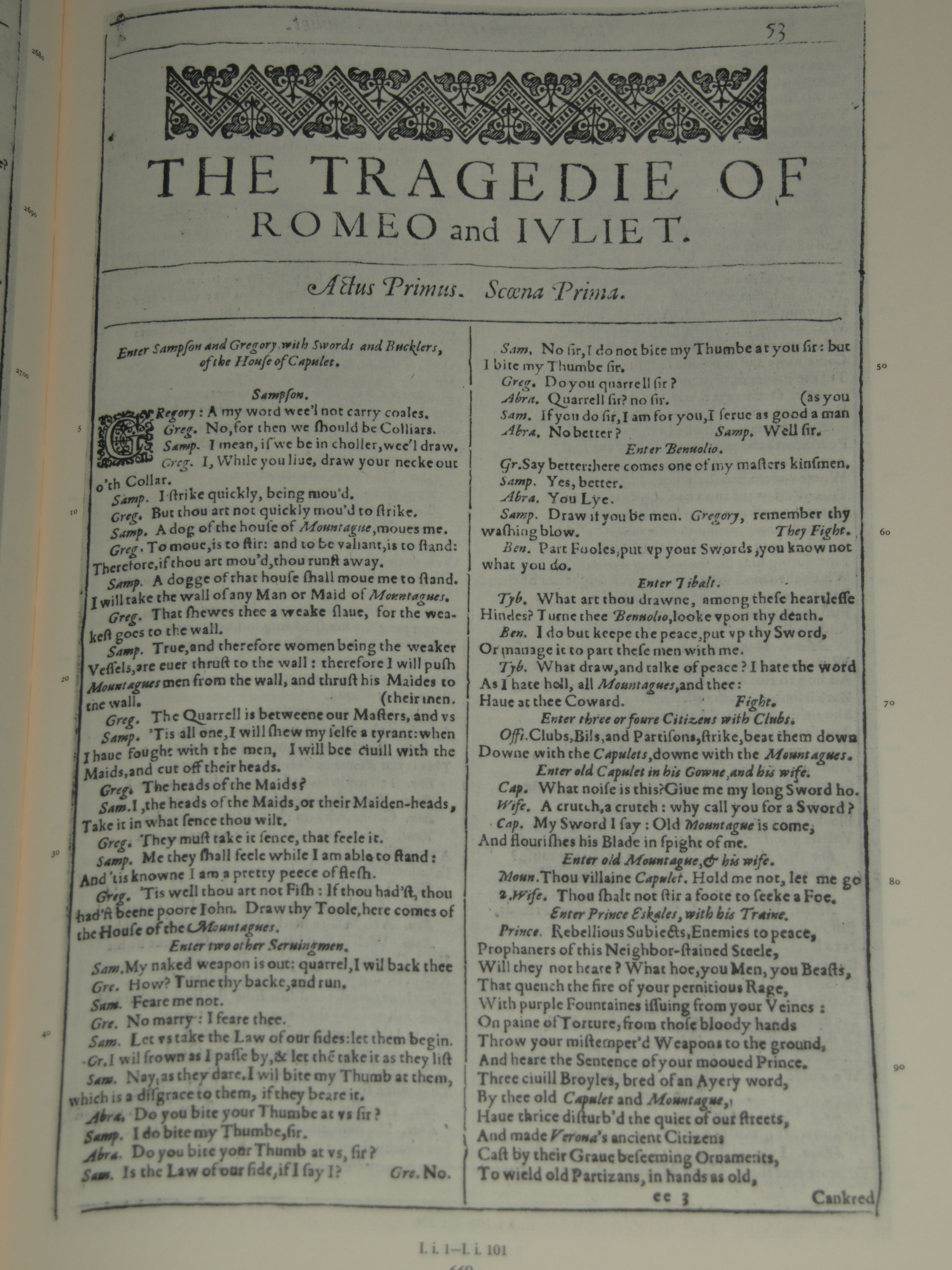
Fac-símile da primeira página de Romeu e Julieta, no First Folio publicado em 1623

### Amor

Frank Dicksee retrata a cena do terraço no quadro Romeu e Julieta, 1884

### Dualidade

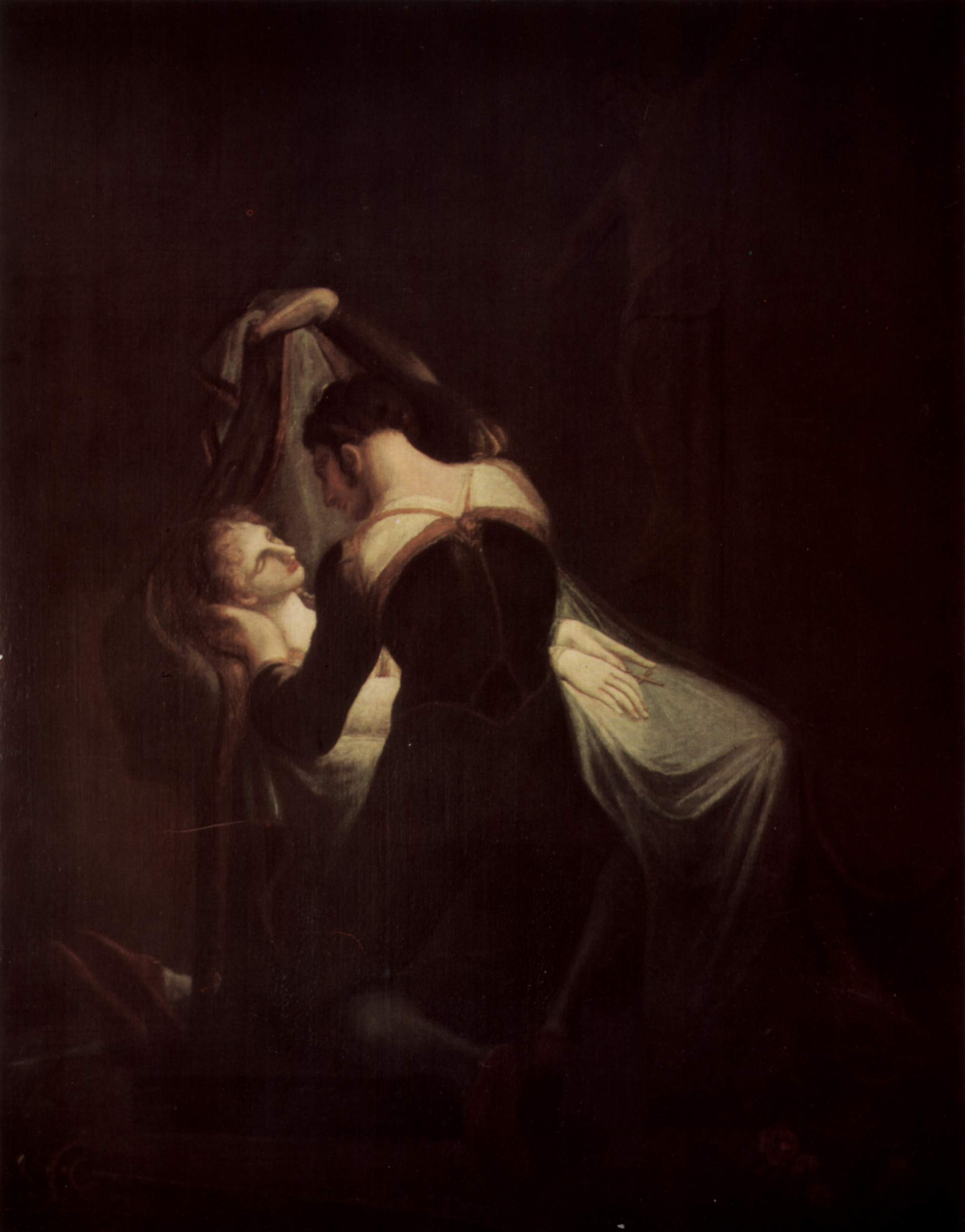
O conceito de luz e sombra é muito bem retratado no quadro Romeu no Leito de Morte de Julieta, por Füssl, 1809.

### Contexto histórico

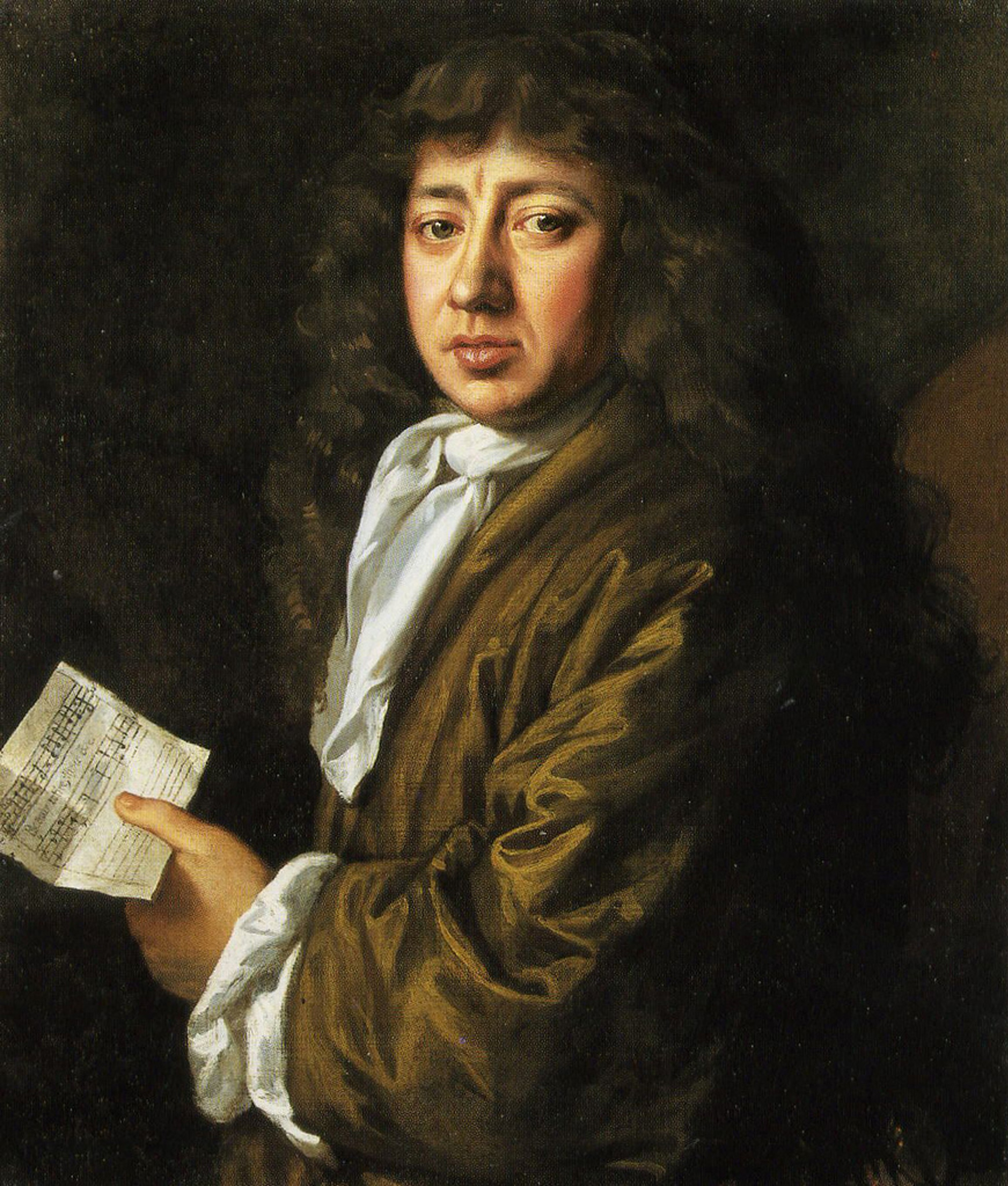
Retrato do primeiro crítico da peça, Samuel Pepys, por John Hayls. Óleo sobre tela, 1666.

### Estrutura dramática

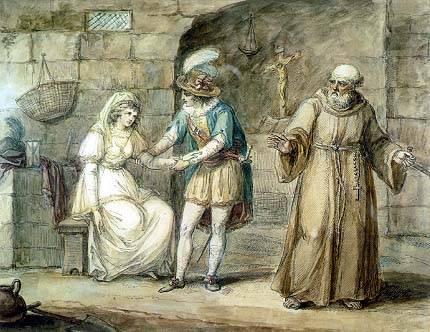
Romeu e Julieta e Frei Lourenço por Henry Bunbury, 1792-96

### Linguagem

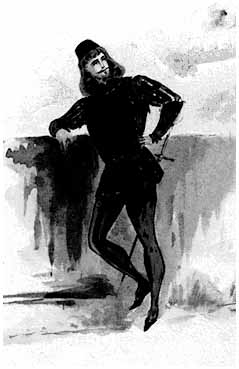
Romeu por Bianchini, um dos personagens que utiliza o soneto em suas falas